# Murdered: Soul Suspect
Murdered: Soul Suspect este un joc de aventură și stealth dezvoltat de Airtight Games și publicat de Square Enix pentru Microsoft Windows, PlayStation 3, PlayStation 4, Xbox 360 și Xbox One.

## Personajele
- Ronan O'Connor (dublat de Jason Brooks): Protagonistul decedat. El încearcă să-l găsească pe cel care l-a ucis.
- Julia O'Connor: Soția decedată a lui Ronan.
- Joy Foster (dublat de Cassidy Lehrman): O fată care a fost martoră la uciderea lui Ronan. Ea are abilitatea de a vedea fantomele și face echipă cu Ronan.
- Javle „Rex” Reyes (dublat de Travis Willingham): Cumnatul lui Ronan și fratele Juliei.
- Abigail Williams (dublat de Tiffany Espenson): O fantomă fată din perioada puritană.

## Legături externe
- Site web oficial
- Murdered: Soul Suspect la Internet Movie Database